# Arytaina magnidentata
Arytaina magnidentata är en insektsart som beskrevs av Hodkinson och Jennifer L. Hollis 1987. Arytaina magnidentata ingår i släktet Arytaina och familjen rundbladloppor. Inga underarter finns listade i Catalogue of Life.